# مایک پترسون
مایکل استوارت "مایک" پَتِرسون (انگلیسی: Michael Stewart "Mike" Paterson)، دانشمند در زمینهٔ علوم رایانه اهل بریتانیا و از چهره‌های پیشرو در خصوص پژوهش در علوم نظری رایانه است. او تا سال ۲۰۰۷ میلادی رئیس مرکز تحقیقات ریاضیات گسسته و کاربردهای آن در دانشگاه وارویک، و رئیس گروه علوم کامپیوتر تا سال ۲۰۰۵ میلادی بود.
وی دکترای خود را از دانشگاه کمبریج در سال ۱۹۶۷ میلادی تحت نظارت و سرپرستی دیوید پارک دریافت کرد. او سه سال را در مؤسسه فناوری ماساچوست (MIT) به سر برد و سپس در سال ۱۹۷۱ میلادی به دانشگاه وارویک رفت.
پاترسون به عنوان یک متخصص در علوم نظری رایانه با بیش از ۱۰۰ اثر منتشر شده، به ویژه در طراحی و تجزیه و تحلیل الگوریتم و تحلیل الگوریتم‌ها شناخته شده است. وی از سال ۲۰۰۱ میلادی عضو انجمن سلطنتی است.
طی اواخر دهه ۱۹۶۰ میلادی پاترسون نقش بزرگی در شناخت علوم نظری رایانه و اینکه به عنوان یک علم، بسیار نزدیک به ریاضیات اما متفاوت از آن است، ایفا کرد.
وی از مشتاقان ورزش کوهنوردی است.